# Mikanesd

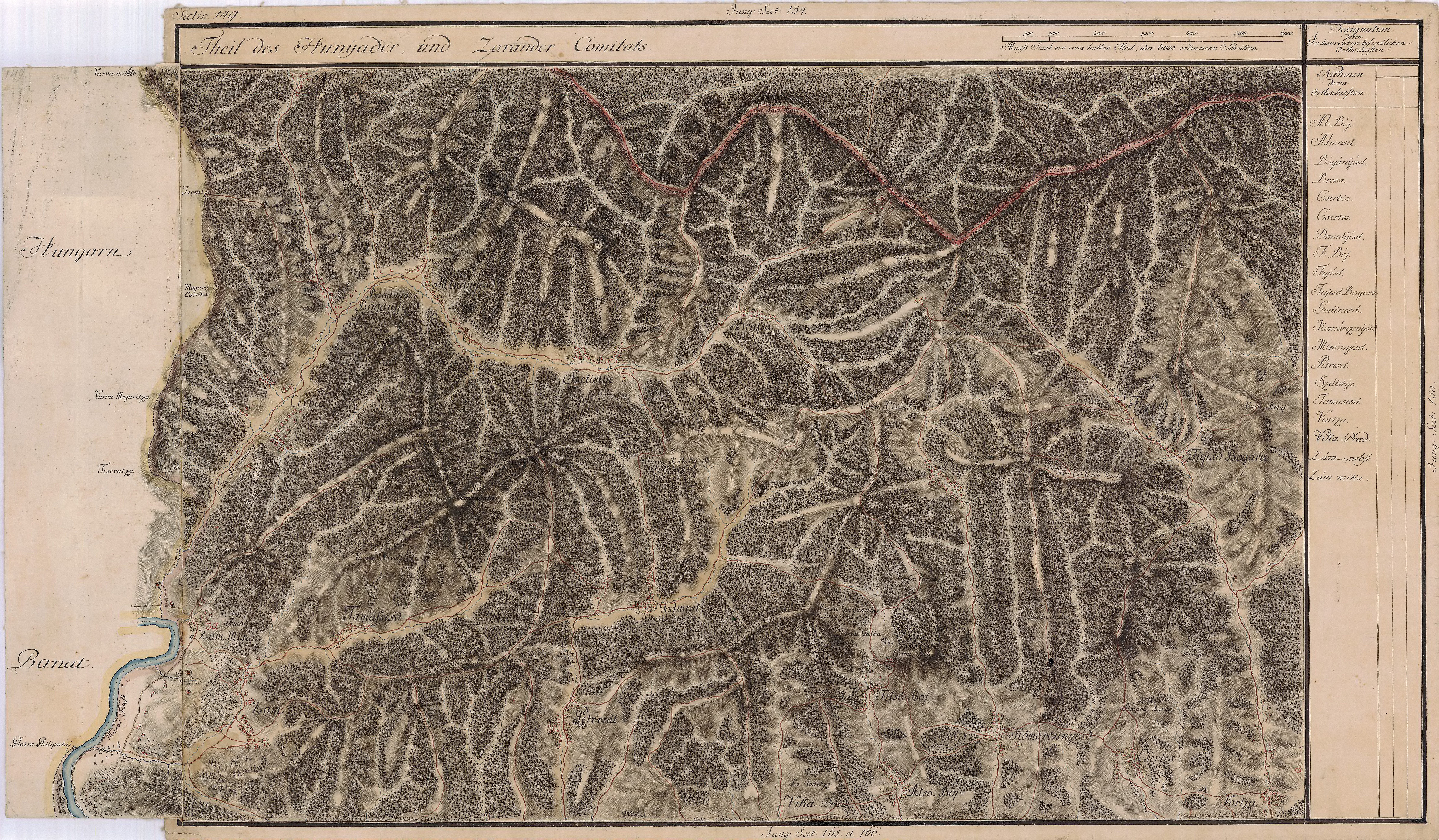
Mikenesd egy régi térképen

Mikanesd (románul: Micănești) falu Romániában, Erdélyben, Hunyad megyében.

## Nevének eredete
Mikanesd, Mikafalva nevét 1468-ban p. Mikafalwa, Mykafalwa formában említette először oklevél Illye város birtokaként. Később neve többféle változatban is feltűnt, így 1733-ban Mikenesti, 1750-ben Mikenyest, 1760–1762 között Mikanesd, 1808-ban Mikanyesd-Bogáthesd ~ Mikanesd, Mikanesdulmike {!}, 1861-ben és 1913-ban Mikanesd néven szerepelt az írásos forrásokban.

## Fekvése
Marosillyétől északnyugatra fekvő település.

## Története
A trianoni békeszerződés előtt Hunyad vármegye Marosillyei járásához tartozott.
1910-ben 383 román lakosa volt. Ebből 4 görögkatolikus, 378 görögkeleti ortodox volt.

## Nevezetességek
- 1761-ben épült ortodox fatemploma a romániai műemlékek jegyzékében a HD-II-m-A-03364 sorszámon szerepel.[1]